# Celtic Legends
Celtic Legends – turowa komputerowa gra strategiczna. Luźno oparta na mitologii celtyckiej. Gra wydana w 1991, przez Ubi Soft na Amigę i Atari ST. Celem gracza jest podbicie archipelagu wysp.